# 天长县
天长县，中国旧县名，始建制于唐朝，为今天安徽省天长市的主体。唐朝时设千秋县，后改名为天长县。

## 历史
传说中的帝尧故里三阿之南在其高邮湖区域内。商周时古名卑梁，属吴国边邑，《史记·楚世家》记载中关于吴楚战争的“卑梁之衅”就发生在今石梁镇。西楚時曾名为东阳郡，东晋侨置肥如县，晋下阿，東晉時前秦南侵，晉朝谢玄领命北伐后，率领东晋军队，从广陵出发，经大仪、铜城、龙岗直取三阿。在今天天長市境內展開三阿之戰擊退前秦軍。南北朝時為石梁郡，隋朝时属于扬州永福县。
天长正式置县是天宝元年（742年），为纪念唐玄宗李隆基生日，割江都、六合、高邮三县地置千秋县，属淮南道扬州（广陵郡）。天宝七年（748年），千秋节改为天长节，千秋县也随之易名天长县。五代十国南唐保大十五年（公元957），割六合、天长置雄州。未几，以六合还隶扬州，以天长为雄州。后周显德五年（公元958），南唐献江北泗、滁、濠、雄州等14州予后周。宋朝开宝八年（公元975），将雄州改为天长军，兼领天长县，属淮南路扬州。
宋朝之前大多数时间属于扬州，南宋由于边境战事，建炎元年（1127年）复置天长军，绍兴元年（1131年）再次入扬州。绍兴十一年（1141年）于扬州天长县，仍置天长军，辖三县：天长县、盱眙县、招信县。
元朝至元十四年（1277年）属招信路，次年属临淮府，至元二十年属淮安路临淮府，至元二十七年临淮府废，改属淮安路泗州。明清两朝，天长与盱眙一起属泗州，先后隶属于南直隶、江南省、和安徽省（含苏皖边区和皖北行署区）。
1938年，日军占领县城。1940年，新四军占据铜城镇等地。民国32年（1943年）2月，苏皖边区政府淮南解放区将天长县与高邮县合并成立天高县，民国33年（1944年）9月天高办事处分为天长、高邮两县，民国34年（1945年）4月又合并为天高县，民国34年（1945年）11月再度分设。其间天长（天高）县均属津浦路东。1946年6月，解放区苏皖边区政府为纪念新四军副军长罗炳辉，将天长县改名为炳辉县，不久，国军占领县城，恢复天长县名称。民国36年（1947年），共产党领导下的天长县政府恢复，民国37年（1948年）4月与高邮合并为天高县政府，12月18日又改称炳辉县，隶属江淮一分区专员公署。
民国38年1月（1949年1月），中国人民解放军占领天长，原高宝县所属地域从炳辉县中划出。重新使用炳辉县名称，隶属滁县专区。1960年1月，恢复天长县名称。
1978年，安徽省遭遇特大旱灾。同年9月初，时任滁县地区地委书记的王郁昭主持召开了四级干部会议，布置生产自救及秋耕秋种工作。会上，部分基层干部公开报告生产自救“秘密武器”称，天长县新街公社实行棉花包产到户，为中国改革开放标志性事件大包干的雏形。
1993年12月，天长撤县设市。2001年底，36个乡镇合并为28个乡镇、街道，2007年又合并为14个镇、1个街道。